# Aleksejs Grjaznovs
Aleksejs Grjaznovs (Riga, 1º ottobre 1997) è un calciatore lettone, centrocampista del Mladost GAT.

## Carriera

### Club
Ha giocato nella prima divisione lettone ed in quella armena.

### Nazionale
Ha giocato nelle nazionali giovanili lettoni Under-17 ed Under-19.
Il 19 novembre 2019 ha esordito con la nazionale maggiore lettone giocando l'incontro vinto 1-0 contro l'Austria, valido per le qualificazioni al campionato europeo di calcio 2020.

## Statistiche

### Cronologia presenze e reti in nazionale
| Cronologia completa delle presenze e delle reti in nazionale ― Lettonia | Cronologia completa delle presenze e delle reti in nazionale ― Lettonia | Cronologia completa delle presenze e delle reti in nazionale ― Lettonia | Cronologia completa delle presenze e delle reti in nazionale ― Lettonia | Cronologia completa delle presenze e delle reti in nazionale ― Lettonia | Cronologia completa delle presenze e delle reti in nazionale ― Lettonia | Cronologia completa delle presenze e delle reti in nazionale ― Lettonia | Cronologia completa delle presenze e delle reti in nazionale ― Lettonia |
| Data                                                                    | Città                                                                   | In casa                                                                 | Risultato                                                               | Ospiti                                                                  | Competizione                                                            | Reti                                                                    | Note                                                                    |
| ----------------------------------------------------------------------- | ----------------------------------------------------------------------- | ----------------------------------------------------------------------- | ----------------------------------------------------------------------- | ----------------------------------------------------------------------- | ----------------------------------------------------------------------- | ----------------------------------------------------------------------- | ----------------------------------------------------------------------- |
| 19-11-2019                                                              | Liepāja                                                                 | Lettonia                                                                | 1 – 0                                                                   | Austria                                                                 | Qual. Euro 2020                                                         | -                                                                       | 92’                                                                     |
| Totale                                                                  |                                                                         | Presenze                                                                | 1                                                                       |                                                                         | Reti                                                                    | 0                                                                       |                                                                         |